# جامعة أربيل التقنية
جامعة أربيل التقنية (بالإنجليزية: Erbil Polytechnic University)‏ (بالكردية: زانکۆی پۆلیتەکنیکی ھەولێر‏) هي جامعة حكومية، ممولة من قبل حكومة إقليم كردستان تقع شمال العراق عند مدينة أربيل .

## التاريخ
تأسست عام 1996. بدأت العمل فعليا عام 1996 تحت اسم هيئة التعليم التقني والتي كانت تضم المعاهد والكليات التقنية في السليمانية ودهوك بالإضافة لأربيل.
استقلت عام 2012 تحت اسم جامعة أربيل التقنية.، تضم 3 كليات و8 معاهد في أربيل وشقلاوة وسوران وجومان وكويه.

## الكليات والمعاهد الفنية
- كلية التقنية أربيل
- المعهد التقني أربيل
- معهد إدارة التقنية أربيل
- المعهد التقني كويسنجق
- المعهد التقني شقلاوة
- المعهد التقني سوران
- معهد الإدارة التقنية أربيل
- المعهد التقني الطبي أربيل
- المعهد التقني خبات
- المعهد التقني جومان

## وصلات خارجية
جامعة أربيل التقنية  على فيسبوك.
موقع الجامعة نسخة محفوظة 24 نوفمبر 2019 على موقع واي باك مشين.